# Juventud Marítima
Maillots
Le Club Deportivo Juventud Marítima Portuaria (en arabe : نادي خوبنتود ماريتيما بورتواريا الرياضي), plus couramment abrégé en Juventud Marítima, est un ancien club marocain de football fondé en 1944 et disparu en 1946, et basé dans la ville d'Al Hoceima.
Le club change de nom en 1946 et devient le Club Deportivo Pescadores.

## Histoire
Le club est basé dans la ville de Villa Sanjurjo (actuellement Al Hoceima) au nord du Maroc à l'époque du protectorat espagnol dans cette région.

## Galerie

Ancien logo du club avant 1946
Carte du protectorat espagnol au nord du Maroc
Drapeau du Maroc espagnol